# Epistola

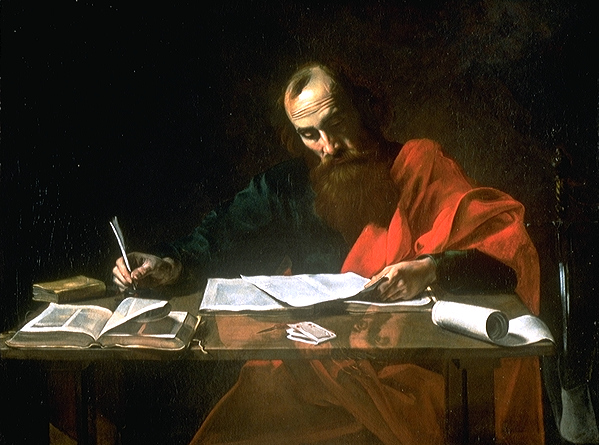
Valentin de Boulogne o Nicolas Tournier, San Paolo che scrive le sue lettere, XVI secolo.

Un'epistola (in greco antico ἐπιστολή, epistolḗ, "lettera") è uno scritto diretto ad una persona o ad un gruppo di persone, normalmente una lettera formale ed elegante. 
Il termine viene utilizzato anche in contesto religioso: ad esempio nel cristianesimo le lettere nel Nuovo Testamento scritte dagli apostoli ai cristiani sono normalmente dette epistole. Quelle di Paolo di Tarso sono dette «Lettere di Paolo» e le altre semplicemente epistole.

## Storia
Le più antiche epistole sopravvissute nel tempo sono quelle immortalate su cocci di creta o su lastre di piombo, papiri e tavolette, quasi tutte di carattere privato o ufficiale, legate agli affari delle monarchie del Vicino Oriente antico, scritte in lingua assiro-babilonese o in aramaico. Le prime che assunsero una certa importanza letteraria furono quelle di Alceo nel VII secolo a.C., e quelle di Erodoto e Tucidide (V secolo a.C.).

### Antichità classica
L'epistolografia, in prosa o in versi, era un genere letterario importante nell'antichità classica.
Nella letteratura greca, le prime lettere riunite e pubblicate come opera a sé furono probabilmente le epistole di Aristotele, per noi perdute, che assursero a modello delle epistole delle scuole filosofiche successive. Esistono anche lettere di Platone, della cui autenticità però si è discusso, mentre non sembrano esserci dubbi sull'autenticità delle lettere di Epicuro.
Per quanto riguarda invece la letteratura latina, si annoverano qui svariate tipologie di epistole (in prosa o in versi, reali o letterarie, amorose o morali) composte da Cicerone, Orazio, Ovidio, Seneca e Plinio il Giovane.
L'epistolografia fu praticata fino al tardo antico. A quest'epoca risalgono le raccolte epistolari di importanti personalità sia pagane come Giuliano imperatore e Libanio sia cristiane come Sinesio di Cirene e Basilio di Cesarea.
A partire dal I secolo si diffuse anche la moda delle epistole completamente fittizie, attribuite a personaggi storici o a "caratteri" fissi: a quest'ultima categoria appartengono le raccolte di Alcifrone (Lettere di pescatori, di contadini, di parassiti, di cortigiane), Eliano (Lettere di contadini) e Filostrato (Lettere erotiche), in seguito imitate da Aristeneto (Lettere erotiche) e Teofilatto Simocatta (Lettere morali, di contadini, di cortigiane).

### Epistole cristiane
Parallelamente si sviluppò una epistolografia cristiana. Il confronto tra le lettere di Paolo e migliaia di altre epistole greche, latine ed ebraiche ha rilevato come le epistole paoline seguano molte delle convenzioni tipiche del genere.

### Medioevo ed età moderna
L'arte delle epistole venne insegnata durante il medioevo, dai dettatori a Montecassino, a Bologna e in Francia. Famose furono le epistole di Dante Alighieri, Francesco Petrarca, Voltaire e Giacomo Leopardi.

## Struttura
Le epistole erano scritte in stretta somiglianza con la tradizione letteraria ellenistica, specialmente le epistole paoline. Questo riflette l'influenza ellenistica sugli scrittori delle epistole. Ogni devianza da questo formalismo non è il risultato di un errore, ma indica l'intenzione specifica dello scrittore.

### Apertura
In contrasto con le lettere moderne, le epistole indicavano il nome dell'autore all'inizio delle stesse, seguito dall'indicazione dei destinatari (per esempio Lettera ai Filippesi). Gli scribi, o più correttamente gli amanuensi, che scrivevano l'epistola erano citati alla fine (esempio Lettera ai Romani). In mancanza del servizio postale, i corrieri potevano anche essere citati (per esempio Efesini).
Dopo il nome dell'autore e dei destinatari, le epistole Paoline aprono con i saluti "Pace e bene". Pace era un comune saluto ebraico e bene era un saluto ellenistico; questo riflette la doppia identità di Paolo, ebreo nella fede ed ellenistico nella cultura.
Vi poteva anche essere una parola di ringraziamento ai destinatari, una preghiera o un augurio di buona salute.

### Corpo
Il corpo della lettera iniziava con una breve introduzione del tema principale.

### Chiusura
La chiusura della lettera reiterava la relazione fra lo scrittore ed i destinatari. Poteva anche contenere espressioni di ringraziamento, per esempio ai corrieri e agli amanuensi.

## Stile
Le epistole possono apparire più formali che nel testo originale a causa delle molte traduzioni. Lo scrittore cercava di stabilire una forma di sentimento con i destinatari della epistola, come in un faccia a faccia. Lo scrittore si augurava di rivivere l'amicizia facendo della lettera un sostituto della sua presenza. Le lettere scritte ad un gruppo di persone, comprese le epistole del Nuovo Testamento, venivano lette all'intero uditorio riunito in congregazione.
Il contenuto era conciso come nelle attuali lettere. Infatti la scrittura richiedeva una considerevole spesa in carta, inchiostro e tempo nello scriverla.
Le lettere spesso intendevano puntualizzare questioni teologiche (per esempio Prima lettera di Pietro, o confortare i cristiani per le persecuzioni subite Epistola di Giacomo).

## Nella liturgia cristiana
Nel contesto della liturgia, l'epistola può riferirsi più specificamente ad un passaggio del Nuovo Testamento - alcune volte anche agli Atti degli Apostoli e altre ancora all'Apocalisse, ma mai ai quattro Vangeli - che è assegnato alla lettura in determinati giorni dell'anno liturgico.
Nella celebrazione della messa nella Chiesa cattolica, le epistole sono lette fra il Gloria in excelsis Deo e la lettura del Vangelo. Il corrispondente canto gregoriano ha uno speciale tono (tonus epistolae).